# Horst Tetzner
Horst Tetzner (* 29. Januar 1930; † 2. August 2014) war ein deutscher Polizeioffizier. Er war Leiter der Verwaltung Technik und Versorgung des Ministeriums des Innern (MdI) der DDR.

## Leben
Tetzner schloss sich der Sozialistischen Einheitspartei Deutschlands (SED) an und wurde Angehöriger der Deutschen Volkspolizei (VP). Er schlug die Offizierslaufbahn ein und wurde stellvertretender Leiter der Versorgungsdienste und Leiter der Verwaltung Technik und Versorgung im MdI. Als solcher war er Vertragspartner für die Imes GmbH bei dem Export militärischer Güter aus dem Bestand des MdI zur Devisenerwirtschaftung.
Am 30. Juni 1986 wurde er von Erich Honecker zum Generalmajor der VP ernannt.
Tetzner starb im Alter von 84 Jahren.

## Auszeichnungen
- 1977 Artur-Becker-Medaille in Gold
- 1978 Vaterländischer Verdienstorden in Bronze